# The Chiffons
The Chiffons fue una girl band estadounidense formada en Nueva York en 1960. En febrero de 1963 lograron con la canción He's So Fine el puesto 1 en las listas de ventas de los Estados Unidos, sería el primer y mayor éxito de su carrera. A George Harrison se le acusó haber plagiado esta canción en su sencillo My Sweet Lord, por lo que finalmente tuvo que abonar dos terceras partes de las ventas del tema al escritor original de la canción, Ronnie Mack.

## Historia
El grupo, originalmente un trío, fue fundado en 1960 en el distrito neoyorquino de El Bronx por tres compañeras de la escuela secundaria James Monroe High School; Judy Craig, Patricia Bennett y Barbara Lee. En 1962, por sugerencia del compositor Ronnie Mack, el grupo agregó a Sylvia Peterson. Adoptaron el nombre de The Chiffons cuando grabaron y lanzaron su primer sencillo, "He's So Fine ", escrito por Ronnie Mack, producido por el grupo The Tokens y lanzado en el sello Laurie Records. "He's So Fine" alcanzó el número 1 en los Estados Unidos, vendió más de un millón de copias y recibió un disco de oro.
The Chiffons lanzaron inmediatamente su primer álbum, He's So Fine y comenzaron una ronda de giras por Estados Unidos. A los pocos meses, el grupo lanzó su segundo álbum, One Fine Day. El éxito de "He's So Fine" fue seguido por otros sencillos notables como "One Fine Day", escrito por Gerry Goffin y Carole King, "Sweet Talkin' Guy" y "I Have A Boyfriend". A medida que avanzaba la década de 1960, Peterson asumió un papel más destacado en el grupo, cantando como líder en "Why Am I So Shy", "Strange, Strange Feeling", "The Real Thing", "Up On The Bridge" y " My Block".
A mediados de 1965, firmaron directamente con el sello Laurie Records y tuvieron un éxito con "Nobody Knows What's Going On In My Mind But Me". Para promocionar el disco, Sylvia y Barbara volaron a la Costa Oeste para actuar en el programa de televisión Shindig!, junto a dos miembros suplentes ya que Judy y Pat estaban de baja por maternidad. El siguiente éxito del grupo fue "Sweet-Talking Guy", publicado a mediados de 1966, lo que permitió al cuarteto realizar una gira por el Reino Unido y Alemania. En uno de los conciertos de Londres, contaron con la presencia entre el público de miembros de los Beatles y los Rolling Stones. Varios éxitos menores siguieron hasta 1968.
Cansada de las giras constantes y la falta de éxitos, Judy Craig dejó el grupo antes de 1970. El trío restante continuó haciendo presentaciones en vivo con Sylvia ahora como cantante principal permanente. Eventualmente, Sylvia, Pat y Barbara aceptaron trabajos regulares, pero continuaron haciendo conciertos los fines de semana. 
En 1970, George Harrison lanzó la canción "My Sweet Lord", cuyas similitudes musicales con "He's So Fine" llevaron a los herederos de Ronnie Mack a presentar una demanda por infracción de derechos de autor.
El 15 de mayo de 1992, Barbara Lee murió de un infarto y Craig regresó al grupo. Peterson se retiró poco después y fue reemplazada por Connie Harvey. Desde entonces, Harvey se fue para seguir una carrera en solitario y Bennett se retiró del grupo.
En 2005 el grupo fue incluido en el Salón de la Fama de los Grupos Vocales.

## Integrantes
- Pat Bennett
- Judy Craig (hasta 1968)
- Barbara Lee Jones
- Sylvia Peterson (desde 1963)

## Discografía

### Sencillos
- 1961: Tonight's The Night (USA Platz 76)
- 1963: He's So Fine (USA Platz 1)
- 1963: One Fine Day (USA Platz 5)
- 1963: When The Boy's Happy (The Girl's Happy Too) (USA Platz 95)
- 1963: A Love So Fine (USA Platz 40)
- 1963: I Have A Boyfriend (USA Platz 36)
- 1964: Sailor Boy (USA Platz 81)
- 1965: Nobody Knows What's Goin' On (In My Mind But Me) (USA Platz 49)
- 1966: Out Of This World (USA Platz 67)
- 1966: Stop, Look And Listen (USA Platz 85)
- 1966: Sweet Talkin' Guy (USA Platz 10)
- 1968: Up On The Bridge
- 1970: So Much In Love

### Álbumes
- 1963: He's So Fine (USA Platz 97)
- 1963: One Fine Day
- 1966: Sweet Talkin' Guy (USA Platz 149)
- 1970: My Secret Love

### Recopilatorios
- 1974: Everything You Always Wanted To Hear By The Chiffons But Couldn't Get
- 1979: The Chiffons Sing The Hits Of The 50's & 60's
- 2004: Absolutely The Best!